# Torrance (California)
Torrance, fundada en 1921, es una ciudad del condado de Los Ángeles en el estado estadounidense de California. En el año 2020 tenía una población de 147.067 habitantes y una densidad poblacional de 2,593.1 personas por km². Torrance ocupa el sexto lugar entre las ciudades más grandes del condado de Los Ángeles y el 34º del estado de California.

## Historia
En 1784, Torrance originalmente había formado parte de las tierras españolas Rancho San Pedro, regaladas a Juan José Domínguez, firmadas por Carlos III de España del Imperio español.
A comienzos del siglo XX, el desarrollador inmobiliario Jared Sidney Torrance y sus inversionistas decidieron crear una comunidad mixta industrial-residencial al sur de Los Ángeles. Ellos compraron parte de las tierras españolas y contrataron al arquitecto Frederick Law Olmsted hijo para diseñar la nueva comunidad planeada.  El pueblo planeado fue construido en octubre de 1912 y lo llamaron Torrance. La ciudad fue formalmente incorporada en mayo de 1921. 
La primera avenida residencial creada en Torrance fue Gramercy, y la segunda avenida fue Andreo. Ambas, localizadas en el área conocida como Old Town Torrance. Esta sección de Torrance está en revisión para ser clasificada como distrito histórico.

## Transporte
Las autopistas y carreteras de la región incluye a la I-110, I-405, SR 91, SR 107 y la SR 1.
San Torrance también cuenta con una subdivisión de ferrocarril, operado por la Union Pacific y las líneas BNSF.
La ciudad también tiene los servicios del Torrance Transit y los metrobuses del LACMTA.

## Geografía

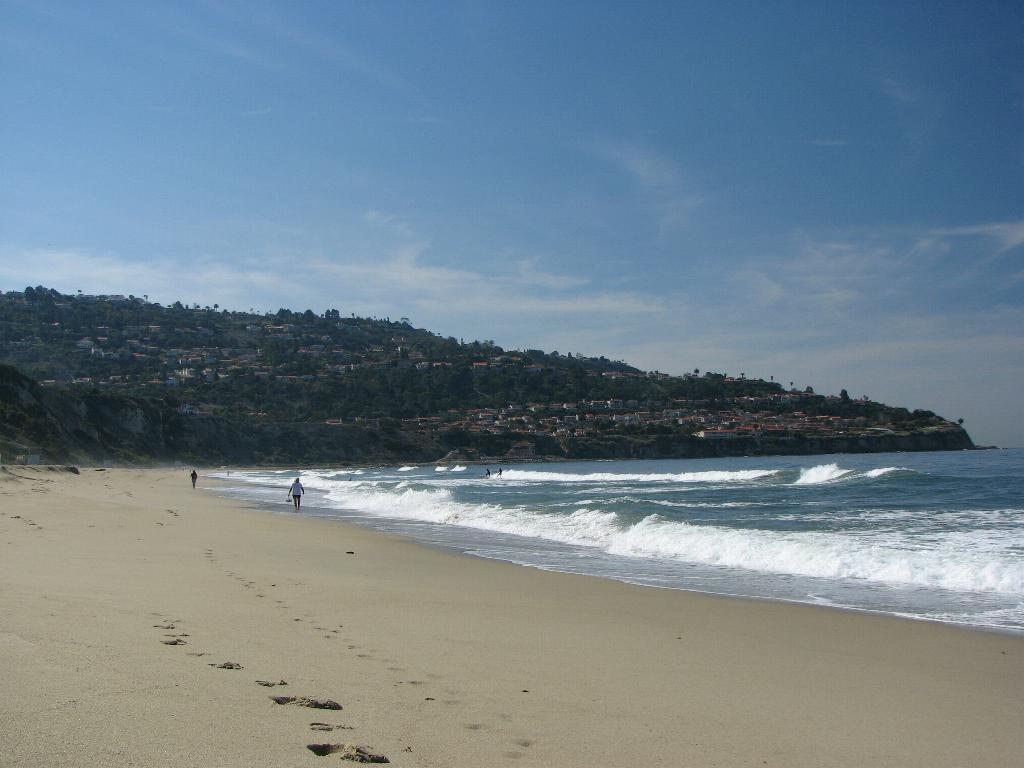
Torrance Beach limita con Redondo entre otras playas.

Torrance está localizada en las coordenadas 33°50′5″N 118°20′29″O / 33.83472, -118.34139 (33.834815, -118.341330). San Torrance está rodeada por Redondo Beach Boulevard y al norte con las ciudades de Lawndale y Gardena). Western Avenue y el barrio Harbor Gateway están en el borde occidental, y las ciudades de Lomita, Rolling Hills Estates y Palos Verdes Estates forman el borde sureste, mientras que el Océano Pacífico y la ciudad de Redondo Beach están al oeste. A los residentes de una zona no incorporada, al este de Harbor Gateway, que linda con la ciudad de Carson, el USPS les permite usar Torrance en su dirección. 
Según la Oficina del Censo de los Estados Unidos, la ciudad tiene una superficie total de 53,2 km² (20.5 mi²).

## Atracciones

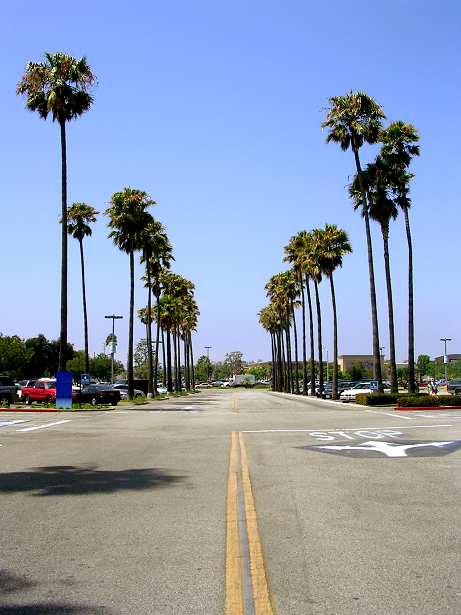
Del Amo Fashion Center, uno de los centros comerciales más grandes de los Estados Unidos.

Del Amo Fashion Center, con 2,5 millones de pies cuadrados (232.000 m²), es uno de los malls más grandes de los Estados Unidos. Las estimaciones varían de entre el segundo (después de Mall of America) y el cuarto, dependiendo de la medida usada. El actual centro comercial fue construido luego de la edificación de Del Amo Center, en 1958, y se fusionó con Del Amo Fashion Square, construido en 1970. Situado junto a la Calle Carson, una expansión gigantesca del centro comercial que traspasó la calle Carson unió los dos centros comerciales en 1982, y lo convirtió en ese momento en el centro comercial más largo del mundo. Del Amo Fashion Center ha sido usado como un lugar para filmar varias películas, como Jackie Brown y Bad Santa. En 2005, el ala del extremo oeste del centro comercial, al norte de la calle Carson, fue demolida para dar espacio a un centro comercial al aire libre, y se inauguró en septiembre de 2006. El nuevo centro comercial tiene varias tiendas exclusivas, tales como Anthropologie y Urban Outfitters, al igual que algunos restaurantes como PF Chang's. La gigantesca minorista Crate & Barrel abrió en la primavera del 2007. Torrance también está rodeado del centro comercial South Bay Galleria, situado en Redondo Beach.

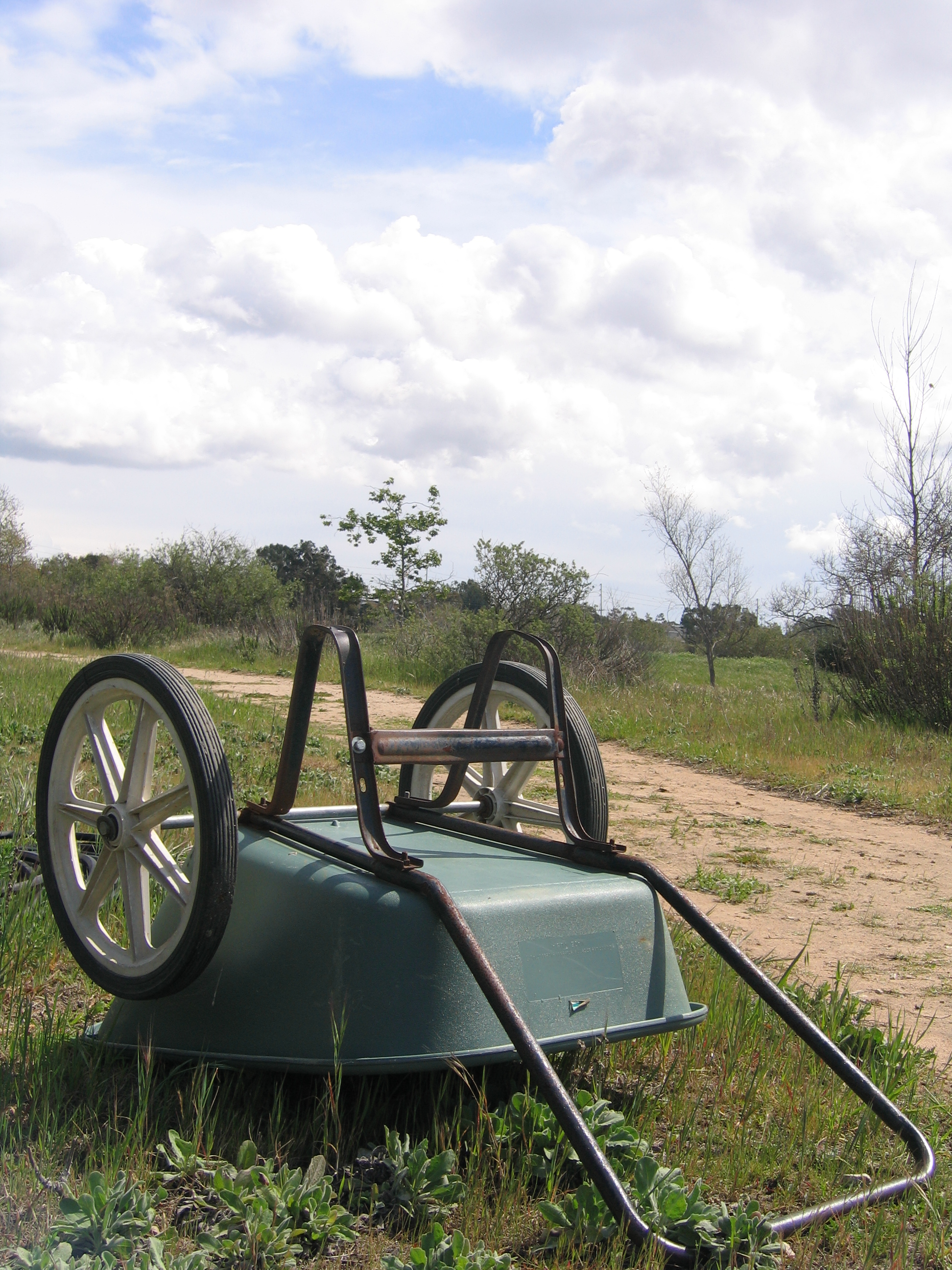
Madrona Marsh, una reserva natural, localizado centralmente en la ciudad.

Uno de los pocos humedales urbanos del país pueden ser encontrados en Torrance. Madrona Marsh es una reserva natural sin desarrollos urbanos, que una vez fue una zona de producción de petróleo. 
Torrance fue el lugar de filmación de la película Volcano, de 1997.
Torrance Beach se sitúa entre Redondo Beach y Málaga Cove. La región compartida por Torrance y Redondo Beach suele ser llamada "Rat Beach" (abreviatura de "Right After Torrance" Beach en español Justo Después de Torrance o "Redondo y Torrance Beach").

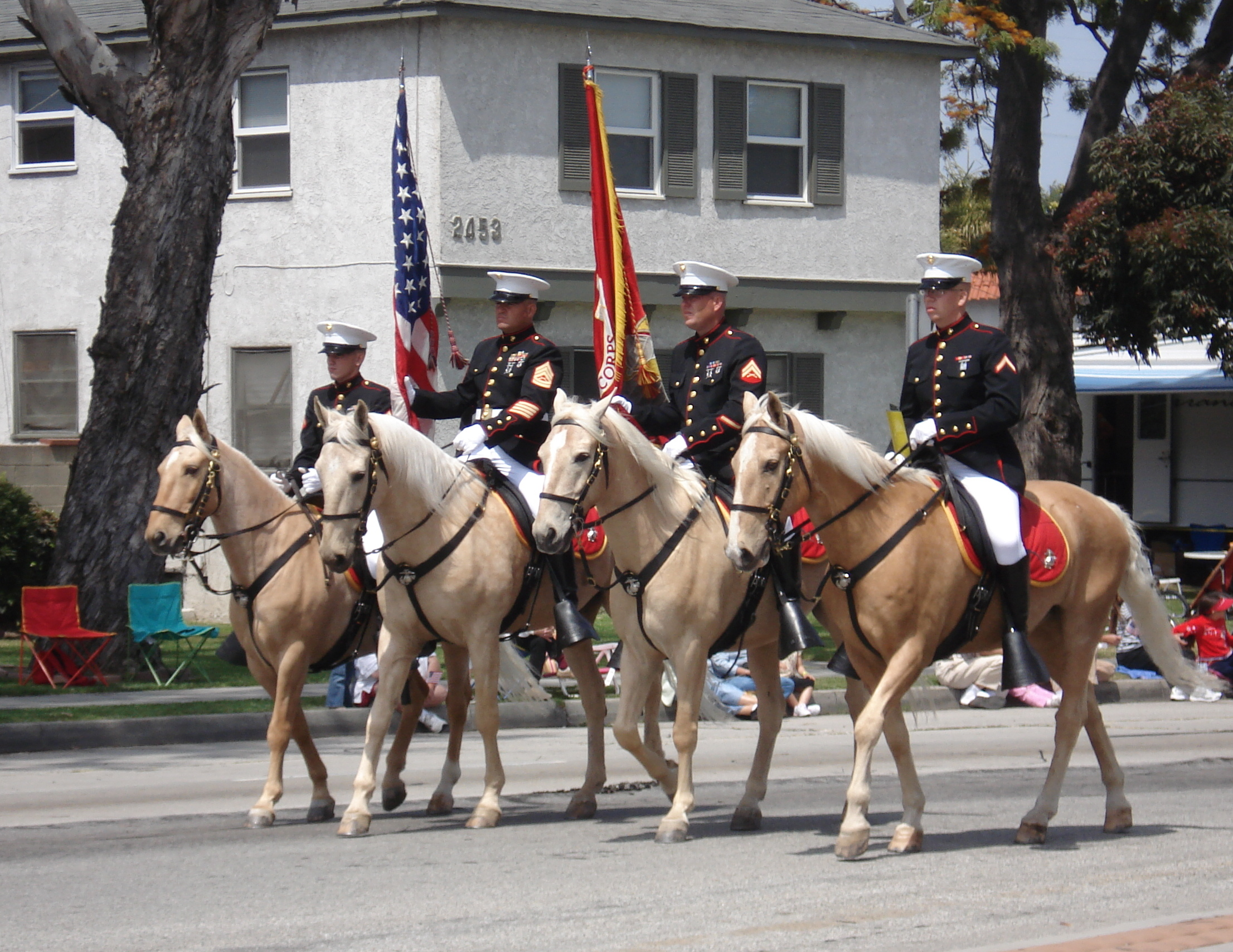
Una unidad del Cuerpo de Marines en el desfile del Día de las Fuerzas Armadas.

El desfile del Día de las Fuerzas Armadas, en Torrance, donde empezó a celebrarse en 1960, es el más largo y auspiciado por la ciudad. Se celebra anualmente en el Día de las Fuerzas Armadas, celebrado en todo el Bulevar Torrance. En el desfile participan vehículos militares, bandas escolares y miembros prominentes de la comunidad.
La ciudad se halla vinculada a un sinnúmero de referencias culturales. Mark Wahlberg está relacionado con dos: en Boogie Nights, su personaje Eddie Adams/Dirk Diggler es de Torrance, y en Tres reyes magos su persojane Sfc. Troy Barlow, en el epílogo, es ordenado para que vaya a una tienda de alfombras en Torrance California. Coincidentemente, la coestrella de los tres reyes magos Spike Jonze dirigió un documental crónico ficticio del Grupo de Danza de la Comunidad de Torrance (del video de Fatboy Slim, "Praise You", también dirigido por Jonze) en su carrera para los MTV Video Music Awards. Torrance también es mencionado en el episodio de South Park Freak Strike.
Alpine Village, aunque no se encuentra dentro de los límites de la ciudad, tiene a Torrance como su dirección; es un restaurante temático al estilo europeo, y es famoso por hacer las celebraciones del Oktoberfest cada fin de semana durante septiembre y octubre, y al 2008 celebrado desde hace 35 años.
La escena de la película Los ángeles de Charlie: Al límite fue filmada en un autoservicio de Foster's Freeze localizado en el centro de Torrance.

## Demografía
Según el censo del 2000, había 137.946 personas, 54.542 hogares y 36.270 familias residiendo en la ciudad. La densidad poblacional fue de 2,593.1/km² (6,715.7/mi²). Había 55.967 unidades habitacionales con un promedio de densidad de 1052/km² (2,724.7/mi²). La demografía de la ciudad fue del 59,16% blancos, 28,61% asiáticos, 4,72% de dos o más razas, 4,57% de otras razas, 2,19% negros o afroamericanos, 0.41% amerindios y 0,35% isleños del Pacífico; 12,79% de la población eran hispanos o latinos de cualquier raza.
Según las estimaciones del 2006, los ingresos promedio de los hogares de la ciudad fueron de $68.324, y los ingresos para una familia fueron de $82.110. Los hombres tenían un ingreso promedio de $51.472 frente a $37.114 para las mujeres. La renta per cápita para la ciudad fue de $28.144. Alrededor del 4,5% de las familias y el 6,4% de la población estaban bajo la línea de pobreza, incluido el 7% de los menores de 18 años y el 6,8% de los mayores de  65 años o más.

## Educación
El Distrito Escolar Unificado de Torrance gestiona las escuelas públicas.

## Residentes famosos
| - Alyson & Amanda Michalka (Aly & AJ) - Cantantes & actrices - Ben Going - Celebridad de YouTube - Bobby East - Conductor de NASCAR - Chad Morton y Johnnie Morton - Jugadores de la NFL - Chuck Norris - Experto en karate. - Daewon Song - skateboarder profesional - Daryl Sabara & Evan Sabara - Actores (Spy Kids y Keeping Up with the Steins) - David Wells - Pitcher de la MLB, exjugador de Los Ángeles Dodgers - Denzel Whitaker - Actor - Don Newcombe - Ex pitcher de L.A. Dodgers; único jugador que ganó los premios Rookie of the Year, Most Valuable Player Cy Young - Francisco Mendoza - Jugador de la MLS - Fred Kendall - Ex catcher y gerente de la MLB - George Nakano - Político de California - Jason Kendall - Cácher de los Milwaukee Brewers - Joe Stevenson - Practicante de las artes marciales mixtas y luchador de la UFC | - John Butler - Líder de los John Butler Trio - John G. Barrett - Cinturón negro de Chuck Norris /Experto en karate. Artes Marciales Stuntman en las películas de Norris - Jonas Neubauer - Jugador profesional de Tetris, 7 veces campeón del Classic Tetris World Championship - Justin Miller - Pitcher de la MLB - Kevin Kim - Jugador profesional de tenis - Larry Carlton - Guitarrista - Lisa Moretti - WWE's "Ivory" - Louis Zamperini - Atleta en pista de inicio, autor, veterano de la SGM - Lucy Lee - Actriz pornográfica - Michael Dudikoff - Actor de películas - Michelle Kwan - Skater - Parnelli Jones y P. J. Jones - conductores de Indy car - Quentin Tarantino - Cineasta - Rorion Gracie Rener Gracie Ryron Gracie Royce Gracie - artes marciales mixtas y luchador de la UFC - Steve Sarkisian - Coordinador ofensivo de la USC Football, entrenador quarterback de los Oakland Raiders |